# Ryuk
Pour les articles homonymes, voir Ryuk (logiciel).
Pour un article plus général, voir Shinigami (Death Note).
Ryuk (リューク, Ryūku) est l'un des personnages principaux du manga Death Note. Il est doublé dans la série d'animation par Shido Nakamura.

## Histoire
Ryuk est un shinigami — c'est-à-dire un dieu psychopompe, souvent qualifié de « dieu de la mort », un esprit de la mort. Il apparaît dès le début de Death Note : dès le chapitre 1, Ennui, du manga, et dès l'épisode 1, Renaissance, de l'anime qui en est l'adaptation.
Dans le monde des shinigami, il est entouré d'autres « dieux de la Mort » qui passent davantage leur temps à jouer aux cartes qu'à tuer, comme ils le faisaient dans le passé ; ils ne tuent un humain que pour survivre (voir ce que le fait de donner la mort cause chez les shinigamis). Comme il s'ennuie, Ryuk, pour se distraire, décide de laisser tomber l'un des deux « carnets de Mort » (Death Note) qu'il possède dans le monde des Humains, qui le fascine. Ce « carnet de Mort » est capable de tuer n'importe qui, si l'on écrit dans celui-ci le nom d'une personne dont on connaît aussi le visage, ceci afin d'éviter que ne soient tués des gens possédant les mêmes nom et prénom. Le Death Note est découvert par un jeune lycéen de dix-sept ans, Light Yagami, qui est dégoûté par la violence du monde qui l'environne et qui, rapidement, voit dans le carnet l'opportunité de jouer le rôle d’un « dieu ». Ryuk est obligé de rester avec Light, car il doit accompagner le propriétaire du Death Note jusqu'à la mort de celui-ci, ou jusqu'à ce que celui-ci détruise le carnet ou abandonne le droit de possession du Death Note,. .
Pour le contenter ou en échange de certains services, Light offre à Ryuk des pommes rouges, pour lesquelles Ryuk éprouve une véritable assuétude : il les adore, une véritable addiction, les trouvant plus sucrées que celles qu'on peut trouver dans le « Monde des Morts ».

## Psychologie du personnage
Ryuk est le shinigami qui accompagne Light, devenu propriétaire d'un Death Note,. Mais il ne prend aucun parti, ni celui de Light ni celui de L (troisième épisode). Il aide une seule fois Light en lui signalant que quelqu'un le suit ; mais se justifie : il se sent lui-même observé.
Malgré son aspect fort peu avenant, il est le personnage qui semble avoir le plus d'humour, du manga. Cela vient peut-être de l'attitude de détachement qu'il adopte face aux différentes situations générées par le Death Note tombé entre les mains de Light, situations qu'il ne fait le plus souvent qu'observer avec curiosité, et un certain amusement. Il semble qu'il apprécie Light, mais cela reste à confirmer. Son régime alimentaire sur Terre est très spécial, vu qu'il ne mange que des pommes, rouges très souvent.

## Particularités du dieu de la Mort
Dans cette fiction, un dieu de la Mort reste attaché à l'humain auquel échoit un Death Note. Il décide du moment de sa mort.
Seul le premier humain à toucher le carnet en devient le propriétaire, et seuls ceux qui ont touché le Death Note peuvent voir et entendre le dieu. Si l'humain renonce au droit de propriété sur le Death Note, le dieu de la Mort peut repartir avec, en se dirigeant vers son monde.
Un dieu de la Mort ne peut pas tuer quelqu'un si, en agissant ainsi, il rallonge l'espérance de vie d'un autre humain dont il éprouve de l’affection ou de l'amour. S'il le fait, il meurt immédiatement, ne laissant que du sable et son Death Note. Le dieu de la mort Rem mourra de cette façon en sauvant la vie de Misa Amane.
Il peut voir l'espérance de vie et le nom de n'importe qui, même celle des propriétaires de Death note. Ce qui les différencie des humains ayant des yeux de Dieu de la mort qui ne peuvent voir l'espérance de vie des humains ayant un death note, eux-mêmes y compris. Un dieu de la mort ne peut mourir par aucun moyen (autre que celui énoncé ci-dessus), même pas d'un coup de couteau ou d'une balle dans la tête sauf à condition qu'il soit très paresseux. Les death note sont inefficaces contre les Dieux de la mort.

### Règle de l'espérance de vie
Quand un dieu de la Mort tue un humain, il récupère ce qu'il lui restait d'espérance de vie.
Un pacte peut être conclu entre dieu de la Mort et l'humain propriétaire d'un DeathNote : l'échange des yeux des dieux de la Mort. Ces yeux permettent à l'humain, si du moins il renonce à la moitié de sa durée de vie restante, d'avoir les mêmes yeux qu'un dieu de la Mort. Ceux-ci peuvent lui permettre de connaître la durée de vie et le nom de la personne qu'il regarde, ce qui peut, dans certains cas, constituer un énorme avantage.